# Nōmin Kanren no Skill Bakka Agetetara Nazeka Tsuyoku Natta
Nōmin Kanren no Skill Bakka Agetetara Nazeka Tsuyoku Natta (農民関連のスキルばっか上げてたら何故か強くなった。 Nōmin Kanren no Sukiru Bakka Agetetara Nazeka Tsuyoku Natta?) es una serie de novelas ligeras japonesas escritas por Shobonnu e ilustradas por Sogawa. Se serializó en línea entre agosto de 2016 y mayo de 2018 en el sitio web de publicación de novelas generado por usuarios Shōsetsuka ni Narō. Más tarde fue adquirida por Futabasha, que publicó cinco volúmenes desde el 30 de marzo de 2017 hasta el 30 de noviembre de 2018 bajo su sello Monster Bunko. 
Una adaptación de manga con arte de Aki Taruto se ha serializado a través de la publicación digital Web Comic Action de Futabasha desde el 6 de abril de 2018, y hasta el momento se ha recopilado en nueve volúmenes tankōbon. Una adaptación de la serie a anime de Studio A-Cat se estrenó el 1 de octubre de 2022.

## Argumento
Para poder vivir como un agricultor de primera categoría, Al Wayne ha estado trabajando duro en sus habilidades de agricultor y finalmente ha alcanzado el nivel máximo de su última habilidad de agricultor. Y desde el momento en que alcanzó la cima de sus habilidades campesinas, de alguna manera su vida dio un giro radical en una dirección diferente a la de un agricultor. El primero de una serie de fantasías de aventuras sobre el agricultor más fuerte que, de alguna manera, encuentra que su vida va en una dirección distinta a la de la agricultura.

## Personajes
Al Wayne (アル・ウェイン Aru Wein?)
 Seiyū: Junya Enoki, Mariya Ise (niño)
Un joven que aspira a convertirse en un agricultor de primera clase. Al maximizar sus habilidades relacionadas con el agricultor, se vuelve lo suficientemente poderoso como para luchar contra monstruos fuertes como dragones con destreza monstruosa. Más adelante, Al se entera de que su habilidad "Amante de la Naturaleza" proviene del Dios Maligno, por lo que la Diosa Benevolente le entrega parte de su poder.
Fal-Ys Meigis (ファル・イース・メイギス Faru Īsu Meigisu?)
 Seiyū: Minami Tanaka
La primera princesa de la capital real Meigis. Al ver la fuerza de Al por primera vez, propone servir al palacio real con la condición de que levante un vasto campo. Mientras ella estaba siendo secuestrada por un hombre de clase caballero, Al Wayne la salvó, provocando que se enamorara de él. Más adelante, ella es forzada a casarse con el príncipe Nedilus del reino de Antisberg a cambio de proteger a Meigis del ataque de los demonios. Tras ser rescatada por Al, ella declara su amor ante todos, lo que ocasiona celos a Helen y Ruri.
Helen Rean (ヘレン・リーン Heren Rīn?)
 Seiyū: Rumi Okubo
Una recepcionista en el Gremio de Aventureros. Hace 15 años, ella perdió a su hermano menor Rai, quien fue asesinado por Ouroboros, el cual aterrorizaba a sus víctimas para alimentarse de sus almas llenas de desesperación. Cuando Ouroboros regresa, este controla a Helen para matar a Al, pero éste logra expulsarlo del cuerpo con la ayuda de Mirage. A consecuencia de ser poseída por Ouroboros, Helen es capaz de convertir cualquier parte de su cuerpo en extremidades de dragón a voluntad, que tiene la intención de usar para proteger a los demás y vivir feliz en la memoria de Rai. Así mismo, Helen se enamora de Al.
Ruri (ルリ?)
 Seiyū: Ayaka Suwa
Descendiente del Héroe. Mientras viaja para entrenarse para convertirse en un espléndida heroína, conoce a Al en el Bosque de Grimm. Tras haber despertado su poder de héroe con la ayuda de Al, Ruri se enamora de él.
Ilvia (イルビア Irubia?)
 Seiyū: Yukari Tamura
La hermana menor adoptiva de Al y principal antagonista. Una niña huérfana que solía vivir sola y se dedicaba a robar comida, pero cuando conoció a Al cuando era joven, fue recibida como familia y decidieron vivir juntos. Aparentemente, ella murió a causa de la hambruna que asoló a la aldea como consecuencia de la erupción del volcán. Sin embargo, se revela que fue revivida por el Dios Maligno, dándole poderes abrumadores. Ilvia es la responsable de los incidentes que ocurren en el reino, ya que su objetivo es que Al jure lealtad al Dios Maligno y estar con él, por lo que no dudará en matar a cualquier chica que pretenda "arrebatarle" a Al. Además de los poderes del Dios Maligno, Ilvia posee la habilidad de transformarse en cualquier persona.
Testa (テスタ Tesuta?)
 Seiyū: Junji Majima
Amigo de la infancia de Al y agricultor. Hace quince años Testa invita a Al a encontrar un tesoro en el bosque, lo que hace que Al adquiera los poderes del Dios Maligno. Después de la resurrección de Ilvia, Al le pregunta a Testa sobre el incidente relacionado con la erupción del volcán hace quince años, a lo que él responde que no se acuerda de nada. Así mismo Testa rechaza la invitación de Al de ir a la ciudad, revelando en privado que no puede salir del pueblo por una razón misteriosa.
Reaks (リークス Rīkusu?)
 Seiyū: Masahiro Itō
Un cartero muy animado. No importa cuándo o dónde esté Al, se apresura a entregar paquetes. Más adelante, Reaks le revela a Al que es un demonio y miembro de las Marionetas de la Sombra y que fue cuidado por Luccia cuando era niño.
Luccia Wayne (ルシカ・ウェイン Rushika Wein?)
 Seiyū: Mai Nakahara
La madre de Al. Tiene una personalidad bondadosa y es extremadamente amorosa con su hijo Al. Es celosa y posesiva con cualquiera de los intereses amorosos de su hijo. En el pasado, fue líder de las Marionetas de la Sombra, un grupo de inteligencia capaz de recuperar cualquier información. Además, es candidata para ser la sacerdotisa de la Diosa.
Gilles Wayne (ジル・ウェイン Jiru Wein?)
 Seiyū: Kenji Hamada
El padre de Al. Ama mucho a su hijo Al y a su esposa Luccia, pero ella tiende a golpearlo cuando algo malo le pasa a su hijo. Además, se pone violento cuando alguien "coquetea" con Luccia.
Albie (アルビイ Arubii?)
 Seiyū: Mutsumi Tamura
La criada personal de Fal-Ys. Ella se hace pasar por la princesa cuando Fal-Ys se encuentra fuera del castillo. En algunas ocasiones suele actuar de manera siniestra.
Ouroboros (ウロボロス Uroborosu?)
 Seiyū: Takaya Hashi
Un dragón oscuro que se alimenta del miedo de las personas. Quince años antes de los eventos de la serie, atacó la aldea natal de Helen, matando a su hermano menor Rai. Al regresar, toma posesión de Helen para matar a Al, pero éste lo mata con la ayuda de Mirage. Tras la muerte de Ouroboros, Helen absorbe sus poderes.
Mirage (ミラージュ Mirāju?)
 Seiyū: Toshihiko Seki
Un dragón sagrado que ayudó a Al en la lucha contra Ouroboros. Al mismo tiempo que Ouroboros desaparecía, él mismo se quedó sin energía y desapareció.
Loki (ロキ Roki?)
 Seiyū: Kōji Yusa
Un demonio disfrazado de humano que pretende eliminar a cualquiera que pueda detener al próximo Rey Demonio. Pretende acabar con Al y Ruri, pero esta última logra despertar el poder del héroe y mata a Loki.
Nedilus (ネディラス Nedirasu?)
 Seiyū: Taku Yashiro
Príncipe del reino de Antisberg. Es cruel y ambicioso. Él posee la espada sagrada Lævatein, la cual puede expulsar a los demonios y proteger a los otros reinos. Sin embargo dicha espada no tiene poderes, ya que el príncipe obliga a Gazelle, un demonio pacífico a controlar a los monstruos que invaden a los otros medios. Todo esto para que los otros reinos le den tierras, dinero y acuerdos comerciales a cambio de su protección contra los monstruos. De esta forma, Nedilus logra que el rey de Meigis le entrega la mano de su hija Fal-Ys para casarse con ella. Cuando Al descubre la farsa de Nedilus, irrumpe en la iglesia para revelar la mentira del príncipe, por lo que Nedilus es encarcelado.
Gazelle (ガゼル Gazeru?)
 Seiyū: Takumi Mano
Un demonio pacífico que se enamoró de una mujer humana y reside en el reino de Antisberg. Nedilus secuestró a la amada de Gazelle para obligarlo a controlar los monstruos para atacar los reinos. Después de que la mentira del príncipe salga a la luz, Gazelle se reúne con su amada ya rescatada.
Rinea Magnell (リネア・マグネル Rinea Maguneru?)
 Seiyū: Kana Ichinose
Una niña que vive en una ciudad llamada Gal. Ella llega al Gremio para pedirle a Al que investigue algo "malo" en su pueblo de Gal. Al llegar a la ciudad, Al nota que los ciudadanos actúan hipnotizados. Rinea revela que posee un collar anti hipnosis y también le da uno a Al. Ella le explica que Lord Remul, gobernante de la ciudad está poseído por el demonio Vritra y, a través de un cristal mágico, ha hipnotizado a todos los habitantes. Cuando Al estaba a punto de atacar a Vritia, Rinea lo defiende, revelándole que Vritra (quien tiene a los padres de Rinea como rehenes) hizo que Rinea atrajera a Al al pueblo para que Vritra pudiera implantar el cristal en el cuerpo de Al e hipnotizar al mundo entero. Luego de que Helen y Ruri destruyan el cristal, poniendo fin a la hipnosis y rescatan a los padres de Rinea, Al derrota a Vritra. Al despedirse de Al, Rinea le da un beso y le declara que cuando tenga la edad suficiente se casará con él, incluso si él ya se ha casado con otra mujer.
Julia Macbeth Fongate (ユリア・マクベス・フォンゲート Yuria Makubesu Fongēto?)
 Seiyū: Kanon Takao
Hija del rey demonio. Volpe usa magia de teletransportación para que Julia pueda escapar al Reino de Meigis del ataque de Ilvia y Al la ayuda cuando está a punto de ser atrapada por un traficante de esclavos. Le cuenta a Al sobre los eventos en el territorio de los demonios y regresa al mismo con Al, pero son atacados por Ilvia disfrazada de Luccia. Después de que Ilvia se retira, Julia se encariña mucho con Al, lo que ocasiona celos a Volpe.
Volpe Dorma (ヴォルペ・ドォーマ Vurorupe dorōma?)
 Seiyū: Yūichirō Umehara
El cuidador de Julia. Ayudó a escapar a Julia cuando Ilvia ataca el reino de los demonios. Más adelante Volpe es controlado por Ilvia para que ataque a Julia y Al cuando éstos llegan al territorio de los demonios. Al ser derrotado por Al, Volpe regresa a la normalidad y se enfrenta a Ilvia, quien se retira del lugar. Es muy sobreprotector con Julia y se pone celoso cuando ella abraza a Al.
Diosa Benevolente (善神 Zenshin?)
 Seiyū: Sumi Shimamoto
Una Diosa que se manifiesta ante Al cuando Ilvia estuvo a punto de matar a Julia. Le erradica a Al su poder del Dios Maligno para otorgarle nuevos poderes provenientes de ella.

## Contenido de la obra

### Novela ligera
La serie escrita por Shobonnu se serializó en línea desde agosto de 2016 hasta mayo de 2018 en el sitio web de publicación de novelas generadas por usuarios Shōsetsuka ni Narō. Más tarde fue adquirida por Futabasha, quien publicó la serie como una novela ligera bajo su sello Monster Bunko con ilustraciones de Sogawa en cinco volúmenes lanzados del 30 de marzo de 2017 al 30 de noviembre de 2018.
| Volúmenes de novelas ligeras publicadas | Volúmenes de novelas ligeras publicadas | Volúmenes de novelas ligeras publicadas |
| Número                                  | Fecha de lanzamiento                    | ISBN                                    |
| --------------------------------------- | --------------------------------------- | --------------------------------------- |
| 1                                       | 30 de marzo de 2017                     | ISBN 978-4-575-75127-7                  |
| 2                                       | 30 de agosto de 2017                    | ISBN 978-4-575-75155-0                  |
| 3                                       | 30 de enero de 2018                     | ISBN 978-4-575-75183-3                  |
| 4                                       | 30 de junio de 2018                     | ISBN 978-4-575-75212-0                  |
| 5                                       | 30 de noviembre de 2018                 | ISBN 978-4-575-75229-8                  |

### Manga
La adaptación de manga con arte de Aki Taruto se ha serializado a través de la publicación digital Web Comic Action de Futabasha desde el 6 de abril de 2018. Se ha recopilado en nueve volúmenes tankōbon hasta el momento.
| Volúmenes de manga publicados | Volúmenes de manga publicados | Volúmenes de manga publicados |
| Número                        | Fecha de lanzamiento          | ISBN                          |
| ----------------------------- | ----------------------------- | ----------------------------- |
| 1                             | 30 de junio de 2018           | ISBN 978-4-575-41029-7        |
| 2                             | 28 de diciembre de 2018       | ISBN 978-4-575-41043-3        |
| 3                             | 28 de junio de 2019           | ISBN 978-4-575-41065-5        |
| 4                             | 28 de diciembre de 2019       | ISBN 978-4-575-41094-5        |
| 5                             | 30 de junio de 2020           | ISBN 978-4-575-41131-7        |
| 6                             | 28 de diciembre de 2020       | ISBN 978-4-575-41190-4        |
| 7                             | 15 de julio de 2021           | ISBN 978-4-575-41260-4        |
| 8                             | 28 de febrero de 2022         | ISBN 978-4-575-41348-9        |
| 9                             | 30 de septiembre de 2022      | ISBN 978-4-575-41499-8        |

### Anime
El 26 de febrero de 2022 se anunció una adaptación de serie de televisión de anime. La serie es producida por Studio A-Cat y dirigida por Norihiko Nagahama, con guiones escritos por Tōko Machida, diseños de personajes a cargo de Masami Sueoka y música compuesta por Takurō Iga. Está programado para emitirse el 1 de octubre de 2022 en Tokyo MX, SUN, BS NTV, HTB. 7ORDER interpretará el tema de apertura "Growing up", mientras que Pop Shinanaide interpretará el tema de cierre "Rolling Soul Happy Days" (ローリンソウル・ハッピーデイズ, Rōrin Sōru Happī Deizu). Sentai Filmworks obtuvo la licencia de la serie fuera de Asia y la transmitió en HIDIVE.